# Народно читалище „Христо Смирненски – 1904“
Народно читалище „Христо Смирненски-1904“ е читалище във Ветрен.

## История
Читалището е наследник на създаденото през 1880 г. читалище „Пчела“, чийто председател е учителят Стефан Карчев.По-късно приема имената „Развитие“, ”Плодовита лоза“, а в 1900 г. „Княз Борис Търновски“.
Оновите на читалището се поставят през 1904 г., когато се избира и неговия първи управителен съвет – учителят Борис Мартинков – председател, Тома Лютаков – секретар и членове: Димитър Чавдаров, Никола Дишков, Никола Попов и Стоян Разпопов. Общо 42 души са членовете учредители. Първите председатели на читалището, допринесли за негово развитие и утвърждаване са учители и други дейци – Борис Мартинков от Велес, Никола Попдимитров, Стефан Карчев, участник в Кресненско-Разложкото въстание, Александър Лапардов – земеделец, свещеник Васил Банкин и др. През 1939 г. се изгражда първият етаж на читалищната сграда, а през 1943 г. и втори, където се урежда читалня. Читалищната сграда е открита в края на 1946 г. През 1981 – 1985 година се извършва преустройство и частичен ремонт на читалищната сграда. На 75-годишния юбилей читалището е наградено с орден „Кирил и Методий“ II степен, а на 100-годишния с грамота от Министерство на културата.

## Дейности
Библиотеката към читалището разполага с над 15 700 тома литература. Функционират състав за автентичен фолклор, детски състав, танцови състави, мажоретен състав, самодеен театрален състав и школа за театрална дейност.